# 青春攻略本
『青春攻略本』（せいしゅんこうりゃくぼん）は、あきづき空太による日本の少女漫画作品。
『LaLa』（白泉社）にて2009年3月号から2010年7月号まで不定期連載された。単行本は全2巻。
私立神山男子校に通う同級生4人の、高校2年3学期から卒業までの日々をオムニバス形式で描いた青春物語である。

## 登場人物
伊勢崎 蓮介（いせざき れんすけ）
神山男子校に通う弓道部員。3月9日生まれ。高校2年の時に隣の桜野女子校に通う1歳年上の「ナギセさん」と窓越しに知り合う。倉田達の協力を得て、ナギセさんの卒業式の日に初めて直接会話をすることに成功する。その後は日本国外に留学したナギセさんと文通をしている。卒業式の前凪瀬に告白してOKをもらっている。自身の卒業式では、答辞を務めている。
倉田 結（くらた ゆい）
伊勢崎の同級生。1月17日生まれ。神山男子校に隣接する桜野女子校理事長の息子で弓道部員。ピアノが得意。真面目な優等生であるが故にとっつきにくいと思われがちで、高校2年の3学期までは気軽に会話をするのは伊勢崎だけだった。
上村 直貴（うえむら なおたか）
伊勢崎の同級生。4月30日生まれ。明るくて真直ぐな人柄の持ち主。蕎麦屋の看板娘のハルさんに片思いをしている。後に、ハルさんの通う商業高校の夏祭りで告白し、交際を続けている。
野上 草太（のがみ そうた）
伊勢崎の同級生で茶道部員。5月1日生まれ。クールな人柄で淡々とした言動をする。中学時代によく喧嘩をしていたせいか、外見の印象と違って喧嘩が強い。兄がいる。また、バレンタインには他校の女子から大量のチョコをもらうなど、容姿は整っている。
凪瀬（なぎせ）
伊勢崎の文通相手で想い人。桜野女子校を卒業後、家業（酒造）の勉強をする為に留学中。
春日 ハル（かすが はる）
三島商業高校に通っている。春日そばの看板娘。店の常連となった上村から告白され、付き合うようになった。

## 書誌情報
- あきづき空太 『青春攻略本』 白泉社〈花とゆめCOMICS〉全2巻

1. 2009年12月4日第1刷発売、ISBN 978-4-592-19151-3
2. 2010年9月3日第1刷発売、ISBN 978-4-592-19152-0